# G-Man
De G-Man, ingesproken door Michael Shapiro, is een personage uit het computerspel Half-Life. De G-Man kwam voor het eerst voor in het eerste deel van Half-Life en is gedurende het verloop van de tot nu toe uitgebrachte delen regelmatig te zien. De G-Man is altijd gekleed in een blauw, tweedelig pak met stropdas en draagt meestal een attachékoffertje. Hij staat bekend om het vertonen van merkwaardig gedrag en bovenmenselijke mogelijkheden en zijn identiteit en motieven zijn tot op heden een mysterie. Hij speelt de rol van toezichthouder en werkgever en houdt tijdens het spel de speler scherp in de gaten.

## Algemeen
Fysiek lijkt de G-Man een blanke man van in de veertig te zijn met een lang, smal figuur, erg donker haar en een bleek voorkomen. Hij heeft een strak, kort kapsel en diep blauw/groene ogen.
Door de hele Half-Life serie is hij gekleed in een strak, blauw, tweedelig pak en wordt nooit zonder zijn zwarte koffertje gezien (behalve in Half-Life 2 Episode One). In Half-Life 1 is op het koffertje het logo van de Black Mesa Research Facility te zien. Ondanks zijn menselijke voorkomen vertoont de G-Man merkwaardig gedrag, waarvan zijn vreemde stem het meest opvallend is. Zijn stem is schor, hij spreekt erg langzaam, legt de klemtonen van woorden verkeerd, plaatst onnodige rusten en verandert soms midden in een woord de toonhoogte van zijn stem. Deze symptomen komen overeen met die van sommige spraakgebreken. Ook heeft de G-Man de neiging om S-klanken uit te rekken ("Limitlesssss potential").
Sommige woorden spreekt hij uit met een Amerikaans accent, maar vanwege zijn bijzondere manier van spreken klinken zijn meeste woorden vlak, mechanisch en accentloos.
De G-Man maakt een opmerkelijk kalme, bijna ongeïnteresseerde indruk, vooral in de verwoeste en met buitenaardse wezens krioelende Black Mesa Research Facility- waar andere mensen in blinde paniek zouden vluchten ziet men de G-Man rustig zijn stropdas corrigeren of met één hand wat stof van zijn pak afvegen. Verder is de G-Man in staat om te gaan met complexe machines en apparatuur waaronder mobiele telefoons en kernwapens.
Het moet gezegd worden dat "G-Man" vrijwel zeker niet zijn echte titel of naam is. Hij wordt nooit geïntroduceerd of genoemd gedurende de spellen. De naam G-Man is simpelweg de naam van het model in de broncode van het spel, waarbij de G zou kunnen verwijzen naar de term Government. Ook in interviews met medewerkers van Valve Software alsmede de aftiteling van Half-Life 2 wordt hij G-Man genoemd.
Verder wordt hij in de handleiding van de uitbreiding op Half-Life, Opposing Force, door Shepard een "G-Man" genoemd, aangezien zijn echte naam nog onbekend is. Voordat Half-Life 2 uitkwam dachten veel spelers dat hij het hoofd van Black Mesa was, maar dit blijkt uiteindelijk een ander persoon te zijn, namelijk Dr. Breen.

## Verschijningen

### Half-Life
De G-Man verschijnt voor de eerste keer wanneer hij in tegenovergestelde richting van de tram waarin de speler zich bevindt reist. Vreemd genoeg komt hij eerder dan Gordon Freeman in Sector C aan. Voordat het experiment begint heeft de G-Man een verhitte discussie met een wetenschapper in een gesloten ruimte van Sector C. Na de catastrofale resonantiecascade waarmee het avontuur door Black Mesa begint verschijnt de G-Man een paar keer op onbereikbare plaatsen en houdt de speler (Freeman) stilletjes in de gaten. Een paar keer zelfs komt de speler in de ruimtes waar hij voorheen de G-Man kon zien hoewel deze ruimtes niet voor ander personeel toegankelijk waren en het personeel in de buurt hem niet gezien schijnt te hebben.
Nadat Gordon Nihilanth, de heerser van Xen en de eindbaas van Half-Life, verslaat, brengt de G-Man hem in veiligheid in een onverklaarbare, abstracte scène waarbij hij naast Gordon verschijnt, hem van zijn wapens heeft ontdaan en hem verschillende gebieden van Xen laat zien. Uiteindelijk verandert de scène in een tram (zoals die in de introductie van het spel) die zich door de ruimte voortbeweegt met enorme snelheid. De G-Man vertelt dat hij Gordon heel goed heeft geobserveerd en prijst Gordon voor zijn daden op Xen, dat na een inval door de Hazardous Environment Combat Unit nu in de handen van zijn werkgever is. De woorden van de G-Man impliceren dat het geheel dat Gordon heeft doorgemaakt een soort van test is geweest en hij biedt Gordon een baan aan. De speler wordt een keuze gegeven: Hij kan aanbod afslaan, wat erin resulteert dat Gordon ongewapend voor een horde vijandelijke wezens komt te staan en terwijl het scherm langzaam zwart wordt door de G-Man de woorden "No regrets, Mr. Freeman?" worden gesproken. In Half-Life 2, echter, wordt gesproken over een "illusie van vrije keuze" ("an illusion of free choice"), omdat wanneer Gordon het aanbod had afgeslagen en gedood zou worden door de vijand, er uiteraard geen vervolg zou zijn.

### Opposing Force
In de uitbreiding op Half-Life, Opposing Force, observeert de G-Man de daden van de hoofdrolspeler, korporaal Adrian Shepard, en grijpt soms in.
Gedurende de trainingsscène staat de G-Man bij een raam en praat hij met een officier. Daarbij kijkt hij af en toe naar de speler. Aangezien Shepards instructeur Shepard vertelt dat zijn training op mysterieuze wijze is versneld, lijkt het erop dat de G-Man, om onbekende redenen, al voor het Black Mesa incident geïnteresseerd was in Shepard. Op een gegeven moment opent hij een deur voor gevangen Shepard (waarmee zijn leven wordt gered) en een level later sluit de G-Man de deur van de hangar waardoor Shepard niet meer samen met de andere mariniers uit Black Mesa geëvacueerd kan worden. Als de speler in de hangar blijft en kijkt naar de mariniers die in een helikopter klimmen en vervolgens opstijgen, ziet hij de helikopter exploderen. Dit suggereert dat de G-Man wil dat Shepard de enige marinier is om de gevaren van Black Mesa te trotseren als een soortgelijke test als die van Gordon Freeman. Het zou ook zo kunnen zijn dat G-Man wist dat de helikopter opgeblazen zou worden en Shepards leven heeft willen redden/sparen. Hoe dan ook, hij dwingt Shepard in Black Mesa te blijven. Later is de G-Man te zien terwijl hij de kernbom die Black Mesa zal vernietigen en die Shepard enkele ogenblikken eerder heeft uitgeschakeld, weer activeert.
Op het einde van Opposing Force laat de G-Man zich voor een laatste keer aan Adrian Shepard zien. In dit geval zit Shepard tegenover de G-Man aan boord van een V-22 Osprey van de Hazardous Environment Combat Unit die hen van Black Mesa wegbrengt kort voordat een kernexplosie het complex vernietigt. Plotseling bevindt het vliegtuig zich in het luchtruim van Xen en uiteindelijk in dezelfde lege ruimte als waarin de tram op het einde van Half-Life zich bevond. Niet minder bizar is de manier waarop de G-Man het vliegtuig verlaat, namelijk via een teleporter in de cockpit. Vanwege de overeenkomsten tussen de locatie van Osprey en die van Gordons tram, samen met het feit dat de G-Man tegen Shepard zegt dat hij hem naar een plek zal brengen waar hem niets kan overkomen, doet vermoeden dat ook Shepard (net als Freeman) in een soort van slaap is gebracht (Engels: stasis).
Noemenswaardig is dat Shepard werd vastgehouden nadat de G-Man zijn werkgevers hiertoe had overgehaald. De G-Man vertelt Shepard dat hij, omdat hij onder de indruk was van zijn gevecht door Black Mesa, zijn werkgevers ervan heeft overtuigd om Shepards leven te sparen en hem op een onbekende, maar veilige locatie zou vasthouden. De G-Man refereert ook cryptisch aan een verslag waaraan hij zou werken voor zijn werkgevers en dat een grote hoeveelheid omstandigheden zijn aandacht eisten waardoor alvorens hij het verslag kon afmaken. Wat het verslag precies inhoudt, voor wie het is geschreven en waarom de G-Man het zou moeten schrijven blijft onduidelijk. De G-Man doet nog een cryptische opmerking wanneer hij Shepard vertelt dat hij onder indruk was van het feit dat Shepard zich "tegen alle waarschijnlijkheid in zich heeft weten aan te passen en te overleven" in Black Mesa; eigenschappen die, zoals de G-Man beweert, hem aan zichzelf doen denken. Verdere vragen worden opgeroepen wanneer de G-Man tegen Shepard zegt dat hij hem de "onweerstaanbare menselijke verleiding" om over het Black Mesa-incident te praten bespaarde, wat veel spelers doet vermoeden dat de G-Man er veel belang bij zou hebben om het Black Mesa-incident geheim te houden, en dat de gebeurtenissen binnen Black Mesa niets te maken hebben met het verhaal van Half-Life 2. Daar komt bij dat wanneer Barney Calhoun en drie Black Mesa wetenschappers het complex verlaten, dit weinig indruk op de G-Man lijkt te maken, wat sommigen doet vermoeden dat de G-Man zich geen zorgen maakt over getuigen maar dit als excuus gebruikt om Shepard in stasis te brengen. Ook wordt gesuggereerd dat Shepard iets gezien heeft dat andere getuigen niet hebben gezien, namelijk de wezens van het ras X (Race X aliens) wat zou kunnen verklaren waarom Shepard door de G-Man wordt meegenomen en anderen niet. Dit blijft echter een van de vele onbeantwoorde vragen betreffende de G-Man.

### Half-Life: Blue Shift en Half-Life: Decay
In zowel Half-Life: Blue Shift als Half-Life: Decay zien de hoofdrolspelers van elk spel, Barney Calhoun en de dokters Gina Cross en Colette Green, de G-Man één keer aan het begin van ieder spel, maar hij lijkt hen niet te zien en wordt snel vergeten in de chaos van het Black Mesa incident. Hieruit zou geconcludeerd kunnen worden dat de G-Man niet geïnteresseerd is in het lot van deze "onbelangrijke figuren", vooral gezien ook voor de speler onbekend blijft hoe het met Gina en Colette afloopt. Echter, gezien het feit dat Barney verder zal groeien tot een van de leiders in het verzet tegen de Combine lijkt het vreemd dan wel ironisch dat de G-Man zich niet voor zijn lot lijkt te interesseren.

### Half-Life 2
Het vervolg op Half-Life, Half-Life 2 gaat ervan uit dat Gordon Freeman het aanbod van de G-Man aan het eind van Half-Life heeft aangenomen. In de introductiescène wordt Gordon ergens in de toekomst begroet door de G-Man in vreemde, droomachtige omgeving waarin de testruimte in Black Mesa waar de resonantiecascade plaatsvond is te zien, alsmede een gedeelte van de Citadel. Na een korte toespraak van de G-Man wordt Gordon wakker in een trein die hem naar de stad City 17 zal brengen, een van de weinige leefbare steden nadat de gebeurtenissen uit Half-Life leidden tot een invasie van de Combine. In zijn toespraak hint de G-Man ernaar dat hij Gordon in stasis heeft gebracht voor zijn eigen veiligheid en verzekert Gordon ervan dat hij niet teleurgesteld is van zijn diensten, maar hij gedwongen werd om Gordon in zekerheid te stellen aangezien er geen mogelijkheid was om de planeet tegen de Combine te verdedigen en derhalve Gordons veiligheid gedurende de volgende chaos anders niet verzekerd kon worden. De G-Man zegt dat zaken hebben voorgedaan die Freeman de kans geven om zijn campagne tegen de Combine legers op aarde te beginnen. Toevalligerwijs plaatst de G-Man Gordon op het station van City 17 wanneer Barney Calhoun dienst heeft, waardoor Calhoun Freeman in veiligheid kan brengen.
De G-Man kan kort gezien worden op verschillende punten gedurende het verloop van het spel, maar alleen van grote afstand, of op videoschermen, tot het einde van het spel. Na zware gevechten in de Citadel weet Gordon de reactor van de Citadel onherstelbaar te beschadigen, wat resulteert in een explosie die zijn dood zou hebben betekend, ware het niet dat de G-Man de tijd stil lijkt te zetten om Gordon in veiligheid te brengen om verdere "werkaanbiedingen" af te wachten. Het spel eindigt met een reis door dezelfde leegte als in Half-Life en de G-Man die door een soort deur stapt, maar niet voordat hij zijn stropdas heeft gecorrigeerd.
Op dit punt maakt de G-Man duidelijk dat hij Gordon wederom in stasis zal plaatsen terwijl hij enkele "interessante offertes" voor Gordons diensten in overweging zal nemen. Dit keer spreekt hij niet meer over "zijn werkgevers", zoals in Half-Life. Dit verhaal zal naar alle waarschijnlijkheid verder uitgelegd worden in de drie uitbreidingen (Episode One, Two en Three).
Opmerkelijk is dat voordat de Citadel ten onder gaat, Doctor Breen aan Gordon vraagt of hij wist dat zijn diensten worden verleend aan de hoogste bieder (Did you realise your contract was open to the highest bidder?). Dit suggereert dat de G-Man en zijn werkgevers de "diensten" van Gordon Freeman verhuren aan hen die deze behoeven. Echter, Breen zou het ook gezegd kunnen hebben om Freeman te verwarren. Een derde mogelijkheid is dat Dr. Breen en wie zijn partners dan ook waren (terug in de tijd van Half-Life of daarvoor) met de werkgevers van de G-Man hebben geconcurreerd over Gordons diensten. In dit geval lijkt Dr. Breen Gordon belachelijk te maken door hem te wijzen op zijn gebrek aan controle over zijn eigen lot en/of Gordon zich tegen de G-Man te laten keren om zo het verzet de kop in te kunnen drukken.

## Lijst van verschijningen

### Half-Life
- Black Mesa Inbound (map: c0a0d): Wanneer de tram waarop Gordon rijdt kort aanhoudt is de G-Man te zien, staand met een wetenschapper in een tram die in tegenovergestelde richting rijdt.
- Anomalous Materials (map: c1a0): De G-Man staat in een ontoegankelijke ruimte, discussiërend met een wetenschapper.
- Unforeseen Consequences (map: c1a1b): In zijn eerste verschijning na de resonantiecascade is de G-Man te zien op een overbrugging waarvandaan hij Gordon observeert. Naar later blijkt dat de G-Man verdwenen is uit wat een doodlopend pad lijkt te zijn. Een verscholen wetenschapper lijkt hem niet te hebben gezien.
- Office Complex (map: c1a2b): Terwijl Gordon zijn weg door het kantoorgedeelte vecht is de G-Man achter een gesloten deur te zien terwijl hij Gordon in de gaten houdt. Hij corrigeert zijn stropdas, veegt zijn pak schoon met zijn hand en loopt weg over een balkon boven een met lijken gevulde kantine.
- We've Got Hostiles (map: c1a3d): Meteen voor Gordons eerste confrontatie met de mariniers staat de G-Man op een hoge overbrugging. Hij vertrekt in de schijnbare richting van de mariniers. Echter, wanneer Gordon op dezelfde plek arriveert zijn de mariniers maar net aangekomen en een aanwezige wetenschapper is hem kennelijk niet tegengekomen.
- Power Up (map: c2a1): Wanneer Gordon aankomst bij het eindpunt van het spoornetwerk ziet hij de G-Man hem bekijken vanuit een controlekamer. Wanneer Gordon hier aankomt is de controlekamer van de buitenkant dichtgetimmerd en de daar aanwezige, gewonde Barney Calhoun lijkt hem niet gezien te hebben.
- Apprehension (map: c2a3b): In een grote ruimte gevuld met industriële zuigers is de G-Man te zien aan de andere kant van de ruimte. Hij vertrekt in een richting die leidt naar een aantal vijandelijke wezens en soldaten. Het is hier zelfs mogelijk hem in te halen zoals te zien in de "Half-Life done quick" video. Hij verdwijnt voordat de volgende hoek omgaat. Het is echter waargenomen dat de G-Man niet zal verdwijnen wanneer de speler hem benadert en de "Use" toets drukt. De G-Man zal zich omdraaien en simpelweg stil blijven staan.
- Lambda Core (map: c3a2c): In het verlaten Lambda Complex kijkt Gordon door een raam in een verlaten ruimte gevuld met headcrabs. De G-Man staat op een verhoogd plateau en kijkt naar Gordon voordat hij in een lichtgevend portaal stapt. Dit is de eerste keer dat de speler de G-Man deze portalen ziet gebruiken; het verklaart hoe de G-Man zich zo snel door het complex kan verplaatsen en zomaar kan verdwijnen voordat de speler hem heeft weten te bereiken.

### Half-Life: Uplink
- Uplink (map: hldemo1): Aan het einde van de demo komt Gordon aan in een met computers gevulde ruimte. Een Gargantua stormt binnen en begint het verscholen personeel te doden. Terwijl het monster hiermee bezig is kijkt de G-Man rustig toe vanuit een gang, corrigeert zijn stropdas, en loopt rustig weg terwijl de Gargantua op Gordon afkomt.

### Half-Life: Opposing Force
- Boot Camp (map: ofboot1): Terwijl Shepard door het kamp naar het trainingsgebied loopt ziet hij de G-Man en een officier terwijl deze hem door een raam bekijken.
- Welcome to Black Mesa (map: of1a1): In een relatief onbeschadigd deel van Black Mesa ziet Shepard de G-Man met een beveiligingsmedewerker praten en vervolgens weglopen.
- Welcome to Black Mesa (map: of1a3): In een verwarrende scène zit Shepard vast in een ruimte die zich snel vult met vloeibaar chemisch afval. De G-Man is door een raam te zien terwijl hij een deur opent waardoor Shepard kan ontsnappen. Ondanks dat Shepard slechts enkele meters achter de G-Man zat is hij in de volgende ruimte nergens te bekennen.
- We're Pulling Out (map: of1a6): Shepard haast zich naar een transporthelikopter wanneer de mariniers Black Mesa evacueren. Terwijl hij de gang naar het vliegtuig doorrent loopt de G-Man rustig de gang binnen en sluit de zware deur waardoor Shepard vast komt te zitten. Hij veegt zijn pak schoon en wandelt weg terwijl de helikopter opstijgt en explodeert.
- Pit Worm's Nest (map: of4a4): Shepard wordt in een afvalcomprimeermachine gegooid. De G-Man kan hier gezien worden terwijl hij kalmpjes Shepards acties bestudeert door een raam.
- Foxtrot Uniform (map: of5a4): Na een gevecht met Race X aliens komt Shepard aan bij de beschadigde hydro-elektrische stuwdam. Op de onbereikbare controletoren staat de G-Man die een gesprek op zijn mobiele telefoon afrondt en vervolgens in een portaal stapt.
- The Package (map: of6a4): Shepard komt aan in een ondergrondse parkeergarage en schakelt een kernbom uit. Nadat de beveiligingsmedewerker hem door een gesloten deur laat ziet Shepard de G-Man de bom weer inschakelen. Wanneer de speler probeert terug naar de bom te komen om hem weer uit te schakelen komt hij erachter dat het, voorheen open, hek nu gesloten is waardoor dat onmogelijk is.

### Half-Life: Blue Shift
- Insecurity (map: ba_maint): Wanneer hij door een onderhoudsgedeelte loopt ziet Barney Calhoun de G-Man in een tram. Deze lijkt Barney niet opgemerkt te hebben en verschijnt niet meer in het spel.

### Half-Life: Decay
- Dual Access (Mission 1): Omhooggaan in glazen lift na een identificatiescan gedaan te hebben zien Doctor Gina Cross en Doctor Colette Green de G-Man voorbijkomen in een lift in tegenovergestelde richting. Ook hier is de G-Man is de rest van het spel niet meer te zien.

### Half-Life 2
- A Red Letter Day (map: d1_trainstation_05): Wanneer Gordon de monitor in Dr. Kleiners laboratorium een paar keer omschakelt komt hij uiteindelijk de G-Man tegen die hem aanstaart vanaf de andere kant van een hek.
- Route Kanal (map: d1_canals_01): In de wagon van een van de verzetsleden geeft een TV kort een beeld van de G-Man weer, waar een Vortigaunt naar kijkt en de TV van spanning voorziet. Vreemd genoeg lijkt de G-Man zich in dezelfde "studio" te bevinden als van waaruit Dr. Breen zijn berichten door City 17 uitzendt, compleet met het logo van de Combine.
- Water Hazard (map: d1_canals_06): De G-Man staat op een pier voor het met headcrabs overspoelde Station 7. Terwijl Gordon nadert verdwijnt hij naar binnen.
- Water Hazard (map: d1_canals_06): De G-Man is vaag te zien op een rechthoekige monitor die zijn beelden afwisselt met die van andere uitzendingen.
- Water Hazard (map: d1_canals_12): De G-Man staat op een richel waar Gordons boot onderdoor gaat.
- Water Hazard (map: d1_canals_13): Voor Black Mesa East staat de G-Man op een betonnen richel vlak bij de sluisbediening.
- We Don't Go to Ravenholm (map: d1_town_05): Bij het verlaten van Ravenholm kan hij net gezien worden terwijl een tunnel inloopt achter een paar treinwagons.
- Highway 17 (map: d2_coast_03): Wanneer Gordon door de Combine verrekijker kijkt naar het tweede huis waar de speler op Highway 17 voorbijkomt, kan Gordon de G-Man zien praten met kolonel Odessa Cubbage bij New Little Odessa.
- Nova Prospekt (map: d2_prison_02): De G-Man is te zien kijkend door een deur wanneer Gordon de monitors aan het begin van de gevangenis omschakelt.
- Anticitizen One (map: d3_c17_02): In een vernield woongebouw in City 17 kan een beeld van de G-Man op een TV gezien worden terwijl hij in een houten boot staat met een kraai op zijn schouder met wat bizarre muziek op de achtergrond. Vreemd genoeg is de TV niet op het spanningsnet aangesloten en wanneer de speler de TV benadert zal deze uitgaan.
- Anticitizen One (map: d3_c17_03): Net als in de kanalen is het beeld van de G-Man samen met dat van Dr. Breen op een rechthoekig scherm te zien voordat deze wordt omgegooid door verzetsleden.

### Half-Life 2 Episode One
- Afgezien van de intro is de G-Man niet in Half-Life 2 Episode One te zien. De reden hiervoor is dat hij aan het begin van spel wordt vastgehouden door Vortigaunts en derhalve Gordon niet in de gaten kan houden.

### Half-Life 2 Episode Two
- This Vortal Coil: Tijdens de genezing van Alyx door de Vortigaunts, is de G-man te zien die haar vertelt dat ze een bericht door moet geven aan haar vader, Eli Vance.
- Freeman Pontifex (map: ep2_outland_06): Zodra Alyx de wagen ziet, is de G-man zichtbaar aan de andere kant van de brug.
- Under the Radar (map: ep2_outland_10): De speler kan de G-Man de White Forest Inn zien binnenlopen, net voordat Alyx en Gordon in de hinderlaag van de Combine lopen.
- Our Mutual Friend (map: ep2_outland_11b): Nadat het bericht van Judith Mossman is gespeeld, is de G-man voor een korte tijd zichtbaar op hetzelfde scherm.